# Монастырь Раковац
Монастырь Раковац (серб. Манастир Раковац) в честь святых Космы и Дамиана — женский монастырь Сремской епархии Сербской православной церкви на кряже Фрушка-Гора в общине Беочин Южно-Бачского округа Воеводины.
Монастырь входит в список памятников культуры Сербии исключительного значения.

## История
Согласно преданию, монастырь был основан в конце XV века Ракой Милошевичем, великим коморником деспота Иоанна Бранковича. Первым достоверным упоминанием о монастыре является турецкий документ 1546 года. В XVII веке обитель была важным литературным и переводческим центром. В 1687 году турки сожгли монастырь. В 1692/93 году игумен Теосран начал восстановление обители.
В 1735 году была построена барочная колокольня. В 1736—1742 годах были построены новые братские корпуса. В 1751 году на монастырском кладбище была возведена небольшая часовня. В 1913 году была проведена реставрация. После начала Первой мировой войны монастырь был разграблен, а колокола изъяты для военных нужд. Во время Второй мировой войны обитель серьезно пострадала. В 1943 году была разрушена колокольня, уничтожена библиотека и архивы.
В 1953 году началось восстановление монастыря в первоначальном виде.